# Choretrum lateriflorum
Choretrum lateriflorum är en tvåhjärtbladig växtart som beskrevs av Robert Brown. Choretrum lateriflorum ingår i släktet Choretrum och familjen Amphorogynaceae. Inga underarter finns listade i Catalogue of Life.